# Empis macquarti
Empis macquarti är en tvåvingeart som beskrevs av Becker 1907. Empis macquarti ingår i släktet Empis och familjen dansflugor. Inga underarter finns listade i Catalogue of Life.